# Dimerandra elegans
Dimerandra elegans är en orkidéart som först beskrevs av Wilhelm Olbers Focke, och fick sitt nu gällande namn av Emily Steffan Siegerist. Dimerandra elegans ingår i släktet Dimerandra och familjen orkidéer. Inga underarter finns listade i Catalogue of Life.